# أيرين بيرناسكوني
أيرين بيرناسكوني (1896-1989) عالمة الأحياء البحرية الأرجنتينية المتخصصة في بحوث شوكيات الجلد (Echinoderm) واشتهرت بعملها في القطب الجنوبي. وكانت أول خبيرة في مجال شوكيات الجلد في الأرجنتين، وأمضت 55 عاما في إجراء بحوث حول شوكيات الجلد الموجودة في البحر الأرجنتيني. وكان تركيزها الرئيسي على نجوم البحر ومع ذلك أجرت بحوثا عن النجوم الهشة و قنافذ البحر.

## العمل

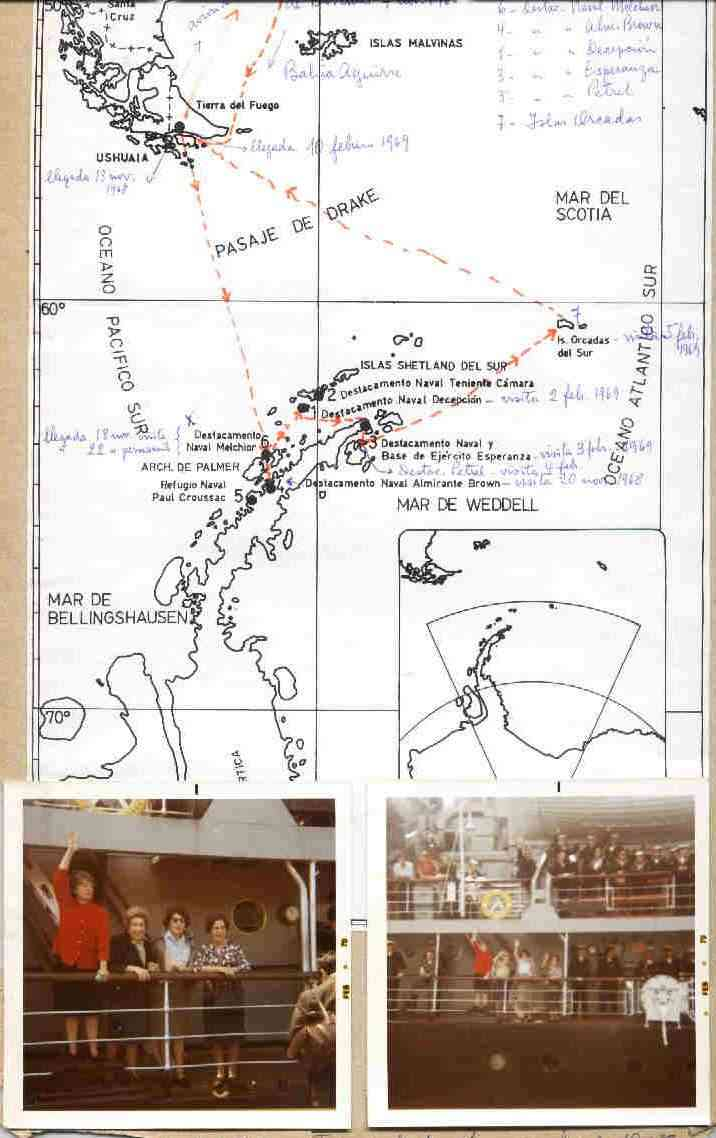
إيرين برناسكوني - رحلة إلى القارة القطبية الجنوبية 1968 - الطريق

على مدى حياتها المهنية، وصفت بيرناسكوني عددًا من الأصناف والأنواع الجديدة. أول منشور تصنيفي لها نشر عام 1935، حيث تم وصف أنواع جديدة من صنف بتيراستر(pteraster). في عام 1941 وصفت نوعين جديدين من صنف لويديا (luidia). بين عامي 1937 و 1980، قامت برناسكوني بتنقيح تصنيف عدد من الأسر: بيترايريداي (Pterasteridae) ، لويديدي (Luidiidae)، أودونتاستريداي (Odontasteridae)، غونيساستريداي (Gonisasteridae)، غانيريداي (Ganeriidae)، أسترينيداي (Asterinidae ) و إشيناستريداي (Echinasteridae). عام 1965 قامت بوصف صنف جديد من فيماستر (Vemaster) جنبا إلى جنب مع أربعة أنواع جديدة.
كانت بيرناسكوني واحدة من أوائل العلماء الأرجنتينين الإناث لإجراء البحوث في القارة القطبية الجنوبية بعد السفر إلى هناك عام 1968، في 72 من العمر. وقد رافقها ثلاثة علماء ميكروبيولوجيين هم ماريا أديلا كاريا (Maria Adela Caria)، عالمة الأحياء البحرية إيلينا مارتينيز فونتيس (Elena Martinez Fontes) وعالمة النبات كارمن بوجالس (Carmen Pujals).